# ملامظ

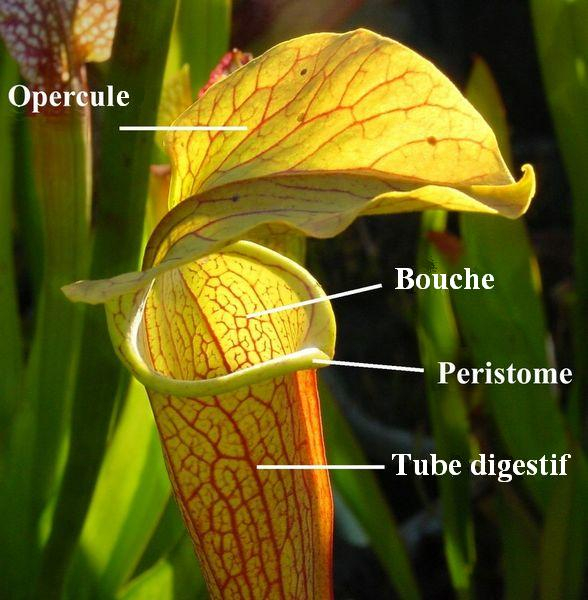

المَلامِظ (مفردها ملمظ) (بالإنجليزية: Peristome)‏ وهو مصطلح يستخدم لوصف الخصائص التشريحية التي تحيط بالفتحات المؤدية إلى عضو أو بنية. ويستخدم هذا المصطلح في الفطريات والنباتات والحيوانات اللافقارية.